# Dimas Fernández-Galiano Ruiz
Dimas Fernández-Galiano Ruiz (Calatayud, 31 de octubre de 1951 - Madrid, 19 de septiembre de 2015) fue un arqueólogo e historiador español.

## Biografía
Hijo de Dimas Fernández-Galiano Fernández, naturalista, nació en Calatayud en 1951. Se licenció en Historia en la Universidad Complutense de Madrid en 1974, doctorándose en Historia antigua en 1985 en esa misma universidad con una tesis titulada Mosaicos romanos del convento cesaraugustano, pasando a centrarse desde ese momento en el estudio de los mosaicos romanos.
Fue responsable de las excavaciones del yacimiento de Complutum, fue director del Museo Provincial de Guadalajara durante veinte años y participó en las excavaciones de Recópolis, la villa romana de Carranque y la villa romana de Noheda.
Falleció en Madrid el 19 de septiembre de 2015 a los 63 años.